# 드돔
윤하(본명: 고윤하(高潤荷), 1988년 4월 29일~)는 대한민국의 가수, 배우이다. 대한민국과 일본에서 활동 하는데 대한민국에서 윤하, 일본에서 가타카나로 윤나(ユンナ) 라는 이름으로 활동하고 있다.

## 어린 시절
1988년 4월 29일, 충청북도 청주시에서 2녀 중 첫째로 태어났고, 서울특별시 도봉구에서 성장하면서 학창 시절을 보냈다. 음악을 좋아해서 피아노에, 일본 TV에 관심이 많아 일본어를 독학으로 공부했다고 한다. 어릴 때부터 가수가 꿈이었던 윤하는 백운중학교 1학년 때(2001년)부터 가수의 꿈을 펼치기 위해 대한민국의 유명 연예기획사를 찾아다니며 20여 회 오디션을 본 끝에, 2003년 스탐 엔터테인먼트(지금의 라이온 미디어)의 오디션에 합격했다. 처음에는 댄스 가수를 목표로 춤 연습을 했으나, 어느 날 소속사에서 일본으로 보낸 데모 테이프가 일본의 레인보우 엔터테인먼트에 전해져 러브콜을 받게 되자 재학 중이던 휘경여자고등학교를 자퇴 하고 홀로 도일하였다.
로티플 스카이와는 서울신창초등학교 동창이며, 그녀가 세상을 떠났을 때 윤하는 큰 슬픔에 잠기기도 했다.

## 음악 경력

### 2004년 ~ 2006년: 일본에서의 데뷔 및 활동
2004년 1월부터 일본 생활을 시작한 윤하는 이후 6개월 여 동안 일본어를 공부한 뒤, 9월 1일 싱글 앨범 '유비키리'로 데뷔하였다. 한국어 버전에 이어 10월 20일 일본어 버전이 발매되었고, 이 곡은 후지TV의 드라마 동경만경의 OST로 사용되었다. 2005년 6월 1일, 두 번째 싱글 'ほうき星(혜성)'를 발표했는데, 일본의 인기 애니메이션 블리치의 3기 엔딩곡으로 선정되며 오리콘 데일리 차트 12위, 주간 차트 15위를 기록했다. 한국인 여성 아티스트가 주간 싱글 차트 첫 진입이면서 20위권 안에 든 것은 보아 이후 처음이었다. 이어 6월 6일에는 일본 NHK의 음악방송 '팝 잼'에서 처음 출연하는 가수를 대상으로 하는 3000명의 관객 심사에서 프로그램 사상 6번째로 높은 점수인 89점을 획득, 역대 출연자 중 6위를 기록하는 등 음악와 방송 양쪽에서 크게 주목 받기 시작했다. 이로 인해 "오리콘의 혜성"이라는 별칭을 얻게 되었다. 7월 13일에는 싱글 'もっとふたりで(좀 더 둘이서)'를 발표하고 생애 처음으로 라이브 공연을 열었다. 16일에는 오사카 후프(Hoop), 17일에는 도쿄 하라주쿠의 라포레 하라주쿠(LAFORET HARAJUKU)에서 공연을 가졌는데, 특히 도쿄에서는 800여명의 팬들이 함께했다. 9월 7일에는 1985년 발표된 동명 애니메이션을 영화화 한 '터치'의 OST로 쓰인 'タッチ(터치)'를 발표했다. 이와사키 요시미가 불렀던 곡을 리메이크 한 것으로 현지 언론으로부터 "한국인 신인 가수의 목소리로 명곡이 되살아났다."는 소개와 함께 오리콘 데일리 차트 11위, 위클리 차트 26위를 기록했다. 정규 1집 발매 직전에 녹음한 "マイ☆ラバ(마이☆러버)"와 "オレンジの初恋(오렌지의 첫사랑)"은 세가의 게임 '블리치'의 오프닝과 엔딩곡으로 사용되었다. 10월 5일 일본 첫 정규 앨범 Go! Younha가 발매되었다. 기존에 발표한 9곡과 신곡 4곡을 더한 이 앨범은 발매 당일 오리콘 데일리 차트에서 10위에 올랐고, 이날 함께 발표된 226장의 신보 중 4위를 차지했다. 윤하는 10위권 안에서 유일한 신인가수였다. 11월 12일에는 일본 도쿄 하라주쿠 퀘스트홀에서 열린 '오리콘 사운드 블로우윈 2005(Oricon Sound Blowin 2005)'에 초청돼 600명의 관객 앞에서 30분간 단독 라이브 공연을 펼쳤다. 한편, T.M.레볼루션의 10주년 기념 앨범 '언더:커버 Under:Cover'의 수록곡 '아쿠아 리버스'의 피처링을 맡으면서 데뷔 후 처음으로 타 가수의 앨범에 참여했다. 이어 야마자키 마사요시의 데뷔 10주년 트리뷰트 앨범 '원 모어 타임, 원 모어 트랙'의 "보쿠와 코코니 이루(난 여기에 있네)"에도 참여했다. 2006년에는 프린세스 프린세스의 트리뷰트 앨범에도 참여, 1989년 곡 '다이아먼즈'를 불렀다. 12월 7일 'マイ☆ラバ(마이☆러버)' 싱글을 발표했다. 지금까지의 싱글 앨범들이 앨범 발표전에 나온것에 비해 이 앨범은 음반에 최초로 수록된 것을 다시 싱글로 내 놓은 형태이다. 타이틀곡 "マイ☆ラバ(마이☆러버)"외에 자작곡 "かえり道 (카에리미치)"도 수록되었다. 윤하는 이 곡이 '보이스 레코더를 가지고 다니며 악상이 떠오르는대로 흥얼거렸던 곡'이라고 밝혔다. 한편, 이 시기에 윤하가 지난 8월 대입 검정고시에 합격한 사실이 뒤늦게 알려지기도 했다. 12월 12일에는 후지TV '메자마시 테레비'의 한 코너 '코우지엔'에 윤하의 미니 다큐맨터리가 방송되었다. 윤하가 국내에서 보컬 트레이닝을 받는 장면, 즉석에서 피아노를 연주하는 장면, 자신이 소장한 음반들을 선보이는 장면 등이 전파를 탔다. 또한 윤하만의 일어 학습법과 일어를 배울 때 겪은 에피소드, 떡볶이 만드는 비법, 일본에서 생활하며 느꼈던 솔직한 감정 등도 함께 소개되었다.
2006년에도 싱글 발표와 주제가 참여 등 지난해와 비슷하게 활발한 활동을 이어갔다. 먼저 4월에는 NHK에서 방영하는 애니메이션 장금이의 꿈 일본어판의 오프닝곡과 엔딩곡에 모두 참여했다. 오프닝곡은 "지금이 너무 좋아(今が大好き)", 엔딩곡은 "기도(祈り)"이다. 윤하는 이 두 곡에 대해 "이전부터 '대장금'의 이야기를 너무 좋아했는데, 그 '대장금'이 만화영화로 만들어진다는 게 무척 기뻤다. 게다가 이번에 테마곡을 부를 수 있게 되어 정말 즐겁다. 두 곡 모두 적극적으로 열심히 사는 장금이를 그린 밝고 경쾌한 노래이다. 가사도 멜로디도 상큼해 '대장금'에 딱 맞는 곡이라고 생각한다. 부디 만화영화랑 같이 들어 달라"고 소감을 밝혔다. 4월 20일에는 시부야 듀오 뮤직 익스체인지에서 열린 'Rainbow presents Music Garden-春うらら' 콘서트에 출연해 2006년의 첫 공연무대를 가졌다. 윤하의 소속사인 레인보우 엔터테인먼트 소속 가수들이 참여하는 이 공연에서 윤하는 5번째로 등장해 "호우키보시", 신곡 "테오츠나이데" 등 세 곡을 불렀다. 5월에는 '소니 뮤직 아니메 페스 06(Sony Music Anime Fes 06)'에 참가했다. 5월 6-7일 도쿄 국립 요요기경기장 제1체육관, 6월 10-11일 오사카 오사카조홀에서 열린 이 페스티벌에서 윤하는 총 두 차례 공연에 참석, "호우키보시"를 불렀다. 또 같은달 5일에는 오사카의 '디아모 오사카 프레젠트' 이벤트의 하나로 열리는 'HOME MADE MORNING Sound Garden'에 특별출연해 1시간 동안 공연을 펼쳤다. 6번째 싱글 '手をつないで(테오츠나이데)'는 6월 7일 발표되었다. 윤하의 자작곡인 "homegirl"을 비롯, 총 세 곡이 담겼다. "테오츠나이데"는 애니메이션 수왕성의 엔딩 타이틀곡으로 쓰였다. 9일에는 미니라이브 공연과 함께 첫 악수회를 열었다. 타이틀곡의 제목에 콘셉트를 맞춘 것으로 "팬들과 손잡는 기회를 갖고 싶다"는 윤하의 희망에 의해 이루어졌다..

### 2006년 ~ 2008년: 한국 데뷔 및 1집고백하기 좋은 날, 2집Someday
2006년 7월 24일부터 28일까지, KBS 인간극장에서 "소녀 윤하, 도쿄를 사로잡다" 편이 방송되었다. 윤하의 첫 한국 방송 데뷔였다. 소니 뮤직 아니메 페스티벌 공연, "테오츠나이데" 뮤직 비디오 촬영 현장, 6월 9일의 미니 라이브 및 악수회 현장의 모습과 소속사 관계자, 가족들, 그리고 개인적인 이야기들이 방송을 통해 공개되었다. 이를 통해 많은 한국 팬들이 높은 관심과 성원을 보내 주었으며, 일본과 중국에서 많은 팬들이 각자의 언어로 홈페이지 등에 응원의 메시지를 보내기도 했다. 이어 9월 18일에는 'Go! Younha' 앨범을 음원 스트리밍 사이트에 공개하였다. 그리고 12월 4일엔 한국에서의 데뷔앨범인 디지털 싱글 'Audition(Time2Rock)'을 발매하였다. 이 앨범엔 두 곡이 실렸으며, 그 중 '기다리다'라는 곡은 윤하의 자작곡으로 인기 시트콤 '거침없이 하이킥'에 배경음으로 쓰이고, 라디오방송에서 인기 걸그룹 소녀시대의 태연이 곡을 불러 주목을 받아 현재까지도 큰 사랑을 받고있는 발라드곡이다.

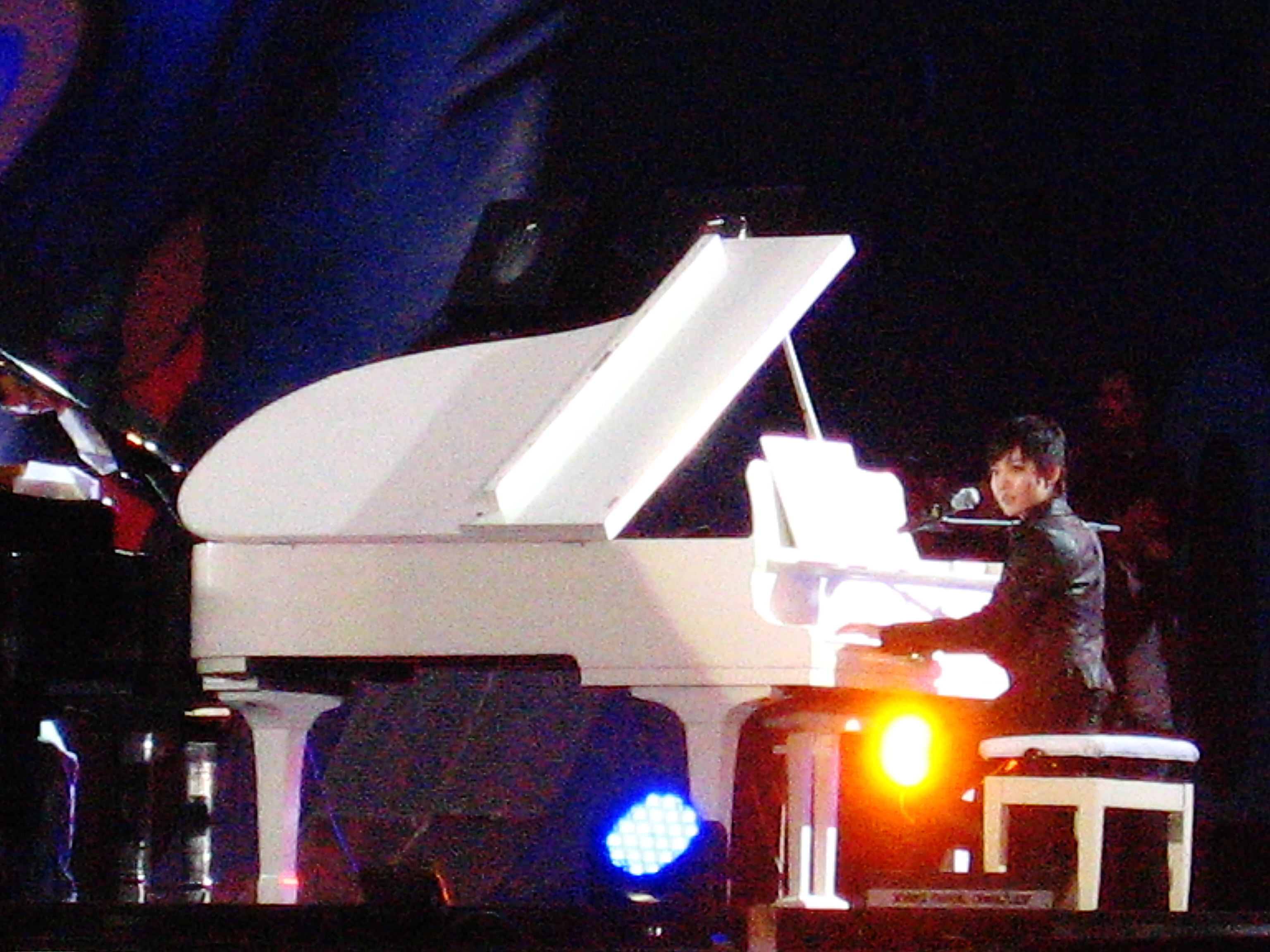
2008년 열린 MBC 대학가요제에서 리허설 중인 윤하.

2007년 3월에는 대한민국 첫 정규 앨범 《고백하기 좋은 날》을 발매하고, 타이틀 곡 비밀번호 486으로 활동했다. 특히 타이틀 곡 비밀번호 486은 공중파 가요 프로그램 SBS 인기가요에서 1위인 뮤티즌 송을 수상했다. 각종 가요 차트에서 상위권을 유지하면서 많은 인기를 누렸으며, 이후 후속곡 연애조건으로 활동하였다. 2007년 10월 23일 윤하는 일본에서 활동했던 곡들을 한국어로 재녹음한 1.5집 《혜성》을 발매하였다. 타이틀 곡은 일본 활동 동안 최고의 인기를 끈 ほうき星를 한국어로 바꾼 혜성으로, 후속곡은 더 재킷의 뮤직비디오 곡으로도 쓰인 첫눈에로 활동하였다.
2008년 8월 28일 정규 2집 《Someday》를 발매하였다. 타이틀 곡인 텔레파시를 시작으로, Gossip Boy와 빗소리를 후속곡으로 활동하였다. 이 앨범은 네이버 네티즌 평가단 600여명으로부터 만장일치로 별점 10점 만점을 받는것을 시작으로 많은 음악 비평가들의 호평을 받았으며, 발매와 동시에 음반 발매 차트에서 시장 점유율 17%로 1위를 차지하는 등 좋은 음반판매 실적을 기록하였다. 이와같은 정규 활동 외에도, 토이(Toy)의 6집 앨범 Thank You에 최연소 객원보컬로 참여한 오늘 서울은 하루종일 맑음과 에픽하이(Epik High) 5집 Pieces, Part One에 피쳐링으로 참여한 우산은 많은 인기를 받았다. 이밖에 같은 소속사 후배 가수인 아주 (AJOO)의 미니앨범 Paparazzi 타이틀곡 <파파라치>의 작사 및 피쳐링에도 참여하였다. 2008년 8월 디지털 싱글 앨범 《Stage #1 - TOP》에 자작곡 그 거리.., 김범수 6집 슬픔 활용법에 듀엣곡 줄다리기의 피쳐링 등에 참여하였다. 2008년 11월 2집 활동 기간중에도 김동완의 군 입대 전 마지막 앨범 《약속》의 듀엣곡 <약속>으로 참여하였다. Someday는 2010년 6월까지 여성 가수로서 드물게 5만장 이상이 팔렸다.

### 2009년 ~ 2011년:3집 Part.A Peace Love & Icecream,3집 Part.B Growing Season, 일본 2집ひとつ空の下
2009년 4월 11일 두 번째 연기 도전작인 《이번 일요일에》(今度日曜日に)가 일본에서 개봉되었다. 그녀는 극 중에서 한국에서 온 유학생 채소라 역을 맡았다. 4월 15일, 정규 3집 《Part. A Peace Love & Ice Cream》을 발매하였다. ‘She is’와 ‘사랑하다’는 윤하의 자작곡이라서 화제가 되었다. 윤하는 이 곡으로 9월 5일에 개최된 쇼! 음악중심 인천세계도시축전에서 ‘1, 2, 3’와 ‘비밀번호 486’을 불렀다. 7월 22일, 일본에서 소속사를 옮긴 후 처음이자 9번째 싱글인 〈Girl〉을 발매하였다. 커플링곡인 ‘贈りそびれた言葉’는 ‘사랑하다’의 일본어 버전이다. 그리고 약 4달 후인 11월 18일 10번째 싱글인 〈好きなんだ〉를 발매하였다. 한국으로 돌아와서 12월 10일 정규 3집 《Part. B Growing Season》을 발매하였다. 그날 한국의 오리콘 차트라고 불리는 한터차트에서 당일 1위를 차지하고 그 후 2~3주동안 온라인 여러 차트에서 1위를 하였다. 그리고 12월 25일 첫 단독 콘서트 “라이브 공식 22-1”을 서울 AX홀에서 개최하였다. 윤하는 콘서트에서 멋진 댄스 실력과 라이브로 화제가 되었다. 하지만 활동 중 후두염으로 인해 갑작스레 입원하면서 3집 활동을 중단하였다. 후두염 증세가 사라진 후 윤하는 MBC 드라마 개인의 취향 OST의 타이틀곡인 ‘말도 안돼’를 맡아 각종 음악차트에서 1위를 차지하였다.
2010년 4월 9일, 채널 T에서 방영되었던 “윤하, 일본을 담다”에서 도쿄, 오사카, 홋카이도를 중심으로, 22살 윤하가 바라본 일본의 음악과 음식, 관광명소, 데이트코스를 소개하였다. “윤하, 일본을 담다”는 2010년 8월 5일에 '윤하, 일본을 담다 : 못다한 이야기 스페셜 에디션 DVD [7000장 한정반]'로 출시되었다. 이 DVD에는 '윤하, 일본을 담다' 영상 및 윤하 첫 번째 콘서트 영상이 담겨져있다. 4월 23일 가수 임재범과 듀엣으로 부른 ‘사랑에 아파한 날들’이 디지털 싱글로 발매되었다. 7월 20일 일본 방송 'SOLive 24'의 서포트송인 'ソラトモ〜空を見上げて(소라토모 ~하늘을 올려다 봐)'(ソラウタ製作委員会)를 무료 발매하였으며, 이 곡은 해당 사이트에서 120만건 이상 다운로드되었다. 그 후 두 번째 서포트송인 '太陽のトマト(태양의 토마토)'(ソラウタ製作委員会)를 또 무료 발매하였다. 그 후 'ソラトモ〜空を見上げて(소라토모~하늘을 올려다 봐)'의 PV가 공개되어 각종 사이트에서 인기를 끌었다. 윤하는 2010년 7월 23일부터 25일까지 열린 “김연아 아이스쇼(하우젠 2010 올댓스케이트 서머)”에 총 3일 동안 특별 게스트로 초대되었다. 그 자리에서 그녀의 대표곡인 ‘혜성’과 에어로스미스(Aerosmith)의 ‘Dream On’을 열창하였다. 후자의 곡은 아이스쇼의 엔딩곡으로 쓰였다. 윤하는 이 공연을 계기로 10월 2일과 10월 3일에 LA 스테이플스 센터에서 열린 “2010 올댓스케이트 LA”에서도 다시 한 번 게스트로 출연하여, 디페쉬 모드(Depeche Mode)의 ‘Just Can't Get Enough’와 에어로스미스의 ‘Dream On’을 열창하였다.
9월 22일에 일본에서 5년만에 발매되는 앨범인, 2집 《ひとつ空の下》(히토츠소라노시타, 한 하늘 아래)가 발매되었다. 이번 앨범에는 본인이 출연한 영화 '이번 일요일에'의 OST 및, 2009년도에 발매된 싱글의 두 곡, 애니메이션 'RIDEBACK'의 OST, 올해 7월에 무료배포된 서포트송 두 곡, 자작곡 한 곡이 수록되었다. 그리고 곡의 대부분에 윤하가 참여했으며, 유명 기타 뮤지션 'DEPAPEPE'와 'JIN' 등이 참여했다. 초회반과 통상반으로 출시되었으며 초회반에는 특별 DVD가 수록되었다. 9월 29일부터 국내 각종 음원 사이트에서 음원이 유통되었으며, 10월 4일엔 한국 라이센스반이 발매되었다.
2010년 10월과 11월에 열리는 자신의 콘서트를 위해, 디지털 싱글 자켓 컷을 9월 30일 깜짝 공개하였는데, 기존의 버블검 이미지와는 다른 금발의 섹시락커 이미지이다. 라디오를 통해 프리뷰를 하였으며, 10월 14일에 각종 음원사이트에서 음원이 유통되었다. 노래의 제목은 〈One Shot〉이며, 황찬희가 작곡하고 주석이 작사와 랩 피쳐링을 하였다. 윤하는 2010년 자신의 두 번째 단독 콘서트 “라이브 공식 23: Time 2 Rock”을 개최하였다. 첫 번째 공연과 두 번째 공연은 서울의 AX-HALL에서 10월 30일과 10월 31일 이틀 간 성공적으로 열렸다. 그리고 11월 13일엔 대구의 천마아트센터 그랜드홀에서, 11월 20일엔 부산의 KBS부산홀에서 열렸다. 극장판 포켓몬스터 DP 환영의 패왕 조로아크 OST 작업에 참여, 직접 작사 작곡한 ‘꿈속에서’가 엔딩 타이틀로 사용되어 음원이 11월 18일 공개되었다. 이후 EP 앨범 《Lost in Love》가 12월 9일 발표되었다. 작곡가 황찬희가 작곡하고 화요비가 작사를 한 타이틀곡 ‘내 남자친구를 부탁해’가 발매 이후 각종 음원사이트에서 상위권에 랭크되며 비슷한 시기에 함께 컴백한 아이유 등과 함께 연말 여성 솔로 보컬리스트들의 약진을 이끌었다. 이후 윤하는 12월 26일 서울 코엑스 컨벤션 D홀에서 “윤하 2010 콘서트 : 라이브공식 23-4 (Time 2 Love)”를 성공적으로 개최하였다. 2011년 4월 14일 개봉한 대한민국 영화 《수상한 고객들》에 사채업자들에게 쫓기는 고집 센 가수 지망생 '소연' 역으로 등장하였다.
2011년 7월, 윤하가 당시 소속사 라이온미디어와 재판 중이라고 밝혔다. 윤하는 15세라는 어린 나이에 계약을 맺으면서 수익률 분배를 공정하게 받지 못했고, 완성도가 낮은 음반의 무리한 발매와 건강을 고려하지 않은 무리한 스케줄 강행 등 노예 계약에 해당하는 부당한 계약을 맺었다고 주장 해 계약 해제를 요구했고, 이에 대해 소속사는 윤하의 계약위반으로 피해를 입었다며 맞고소를 제기했다. 윤하와 소속사 사이의 많은 법정 분쟁 끝에 2012년 2월 1일 서울중앙지법 제26민사부는 윤하가 불공정 수익배분을 이유로 전 소속사 라이온미디어를 상대로 낸 전속계약부존재확인 소송에서 "라이온미디어는 윤하에게 1억 원을 지급하라"는 조정결정을 내리면서 갈등이 끝났다. KBS 2TV의 유희열의 스케치북에 3월의 '만지다' MC로 선정되어 3월 한 달간 출연하였다. 5월 9일자로 박경림의 후임으로서 MBC 라디오 표준FM(수도권 95.9)의 방송 별이 빛나는 밤에의 단독 DJ로 발탁되었다. 이는 별이 빛나는 밤에 방송 이후 역사상 22번째 DJ이자 역사상 최연소 별밤지기이다. 한편 팬카페 윤하이야기와 DC인사이드 윤하 갤러리에서 함께 첫방송 날짜에 맞추어 간식과 꽃다발을 선물했으나, 첫날 축하사절단으로 출연한 이승환이 이에 대해 '찌질한 사이트'에서 보낸 선물이라고 칭하여 논란이 되었다. 이에 DC인사이드는 다음날 사이트 타이틀로서 이승환의 발언에 대해 불쾌감을 간접적으로 표현하기도 했다. 12월 29일 밤 10시 '2011 MBC 방송연예대상'이 생방송으로 진행됐다. 이날 정엽과 윤하는 라디오부문 우수상을 각각 수상했다. '별이 빛나는 밤에'를 진행하고 있는 윤하는 "이렇게 전통있는 프로그램을 맡겨줘서 감사드린다. 청취자 여러분과 팬 여러분께 이 영광을 돌린다"며 "2011년은 힘든 해였다. 옆에서 지지해줬던 가족들에게 감사한다. 다시 노래할 수 있을 때까지 최선을 다하겠다"며 눈물을 흘렸다. 2012년 2월 2일자로 MBC MUSIC의 프로그램 “윤하의 내 집으로 와요.” MC로 발탁되었다.

### 2012년 ~ 2014년: 4집 《Supersonic》, 《Just Listen》, 《Subsonic》, 《People》

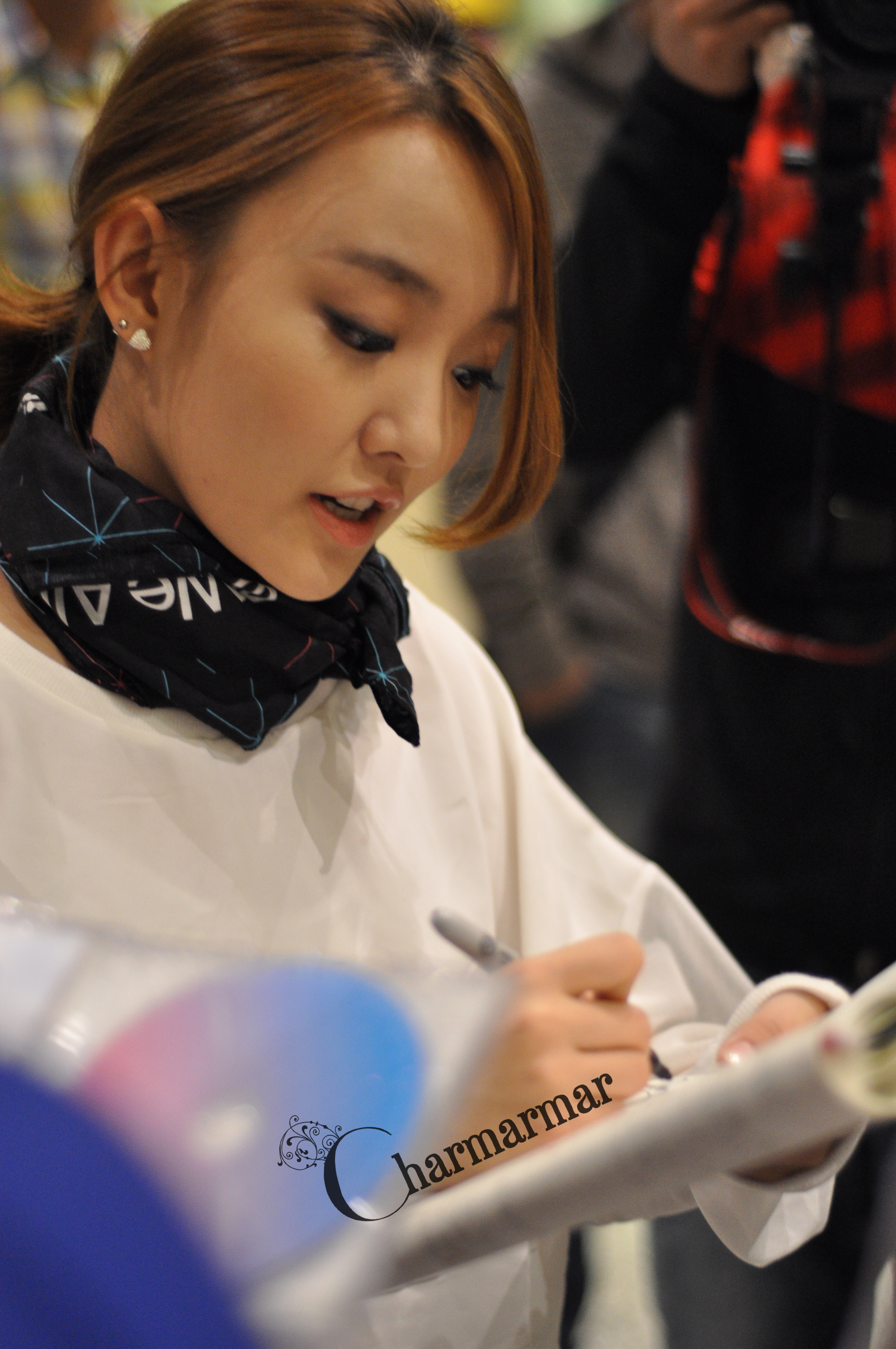
2012년 윤하

2012년 4월 30일 윤하의 측근이 인터넷 신문사에 "윤하가 6월 초 정규앨범 발표를 목표로 앨범 작업을 하고 있다"고 밝혔다. 같은 날 윤하 본인 역시 라디오를 통해 6월 발표를 목표로 작업 중이라고 밝혔다. 2012년 5월 9일자로 별이 빛나는 밤에 진행 1주년을 맞이하였다. 5월 14일 별이 빛나는 밤에 1주년 관련 인터뷰에서 6월 초 앨범을 발매할 것임을 다시 한번 밝혔으며, 록 베이스의 음악이고, 가벼운 틴팝은 하지 않겠다는 언급을 하며 4집의 음악적 방향성을 암시했다. 또한 같은 날인 5월 14일 트위터 프로필 사진을 음원 파일을 작업하는 컴퓨터 화면을 찍은 사진으로, 5월 16일에는 녹음할 때 사용한 것으로 보이는 콘덴서 마이크 사진으로 연달아 바꿔 4집 발매가 임박했음을 암시했다. 특히 5월 16일에는 트위터를 통해 목소리가 잘 나와야 하는데 잠이 안와 걱정이라는 내용의 글을 올렸으며 같은 날 라디오에서 목이 쉰 것 같다는 청취자의 문자에 목을 쓸 일이 있었다고 답변하였다.
한편 5월 18일 MBC MUSIC 채널에서 진행하던 윤하의 내집으로 와요가 77회를 마지막으로 종영했다. 6월 15일 정규 4집 발매를 앞두고 가수 존 박과의 듀엣곡 '우린 달라졌을까'를 선공개하고,또한 인터뷰에서 자신이 직접 제안해 성사된 이번 작업에 대해 윤하는 "존 박은 매력적인 저음과 감성적인 보이스를 지닌 특별한 보컬이라고 생각한다"며 "존 박의 '폴링(Falling)'을 듣고 프로포즈했다"고 밝혔다. 한편 대부분의 기사사진이 '위얼라이브'라는 회사 출처로 표기되어 윤하의 새 소속사가 아니냐는 추측이 있었는데, 위얼라이브의 트위터가 곧 개설되었고 윤하가 이를 팔로우하며 기정사실화되었다.
2012년 7월 3일에는 윤하의 네 번째 한국 정규 앨범 《Supersonic》이 발매되었다. 7월 28일 서울 악스코리아에서, 8월 11일 부산 롯데 아트홀에서 컴백 기념 콘서트를 열었다. 한편 9월 17일 드라마 신의 ost part 4 '눈물이 한방울'을 공개하였으며, 10월 26일 자신의 라디오 프로그램 로고송을 선물한 소울다이브에게 피쳐링해준다는 약속을 지키면서 '눈물이 말랐대' 음원을 공개하였다.
2012년 8월 12일 MBC의 음악 경연 프로그램인 나는 가수다 II에 새 가수로 출연하였다. 박정운의 '먼 훗날에', 이승철의 '서쪽 하늘'과 '오직 너뿐인 나를', 2NE1의 'I Don't Care', 빛과 소금의 '내 곁에서 떠나가지 말아요', 김현철의 '일생을', 이문세의 '붉은 노을', 신승훈의 '날 울리지 마' 등 8번의 무대를 가지고 2012년 11월 나는 가수다 2의 종료 및 2012 가왕전의 시작으로 인해 명예졸업하였다. 2012 가왕전에서 나는 가수다 2에 함께 출연했던 이정과 함께 스페셜 무대로 1988년 서울 올림픽의 주제가였던 코리아나의 '손에 손잡고'를 불렀다.
2012년 12월 30일과 31일에 서울 용산 아트홀에서 연말 콘서트 'Dear...'를 개최했다. 티켓 오픈 후 불과 3분만에 2회 공연의 표가 모두 매진되며 뜨거운 관심을 받았다.
2013년 1월 16일 소지섭의 앨범에 수록된 소풍(Feat.윤하)이 선공개되었다. 하루 뒤인 2013년 1월 17일 소풍의 MV도 공개되었다. 2월 16일~17일 서울 올림픽공원 올림픽홀에서 존 박, 어반자카파와 함께 《센티멘탈 콘서트 보이스 에비뉴(Sentimental Concert - VOICE AVENUE)》를 열었다. 이후 삼성전자의 프로모션 프로젝트인 《삼성 투모로우 TV 》의 새 MC로 발탁되었다.
3월 22일 디지털 싱글 아니야를 선보였다. 3월 27일 삼성 열정락서에 참여해 미니 콘서트를 열었다. 4월 9일 직장의 신 OST Part.2 '멀리서 안부' 로 참여했다. 2013년 5월 2일 2nd 미니앨범 《Just Listen》이 발매됐다. 2013년 6월 21일부터 23일까지 서울 블루스퀘어 삼성카드홀과 6월 29일 부산 KBS홀에서 윤하 단독 콘서트 《Plitvice》를 개최하였다. 8월 24일 서울 롯데카드 아트센터에서 앵콜 콘서트 《No Limit》을 개최하였다.
2013년 11월 26일 미니 3집 《Subsonic》의 4번 트랙 '괜찮다'를 선공개하였다. 2013년 12월 6일 《Subsonic》의 음원을 각 음원 사이트에서 공개하였으며, 유통과정에 차질이 생겨 음반발매는 12월 12일로 미뤄졌다. 12월 27일부터 28일까지 서울 올림픽공원 올림픽홀에서 연말 단독콘서트인 《스물여섯 그리고…》를 열었다.
2014년 1월 3일 《Subsonic》의 수록곡 중 '없어'와 '괜찮다'를 스튜디오 라이브 버전으로 편곡해서 나온 없어가 공개되었다. 1월 15일 별에서 온 그대 OST Part.3 '별에서 온 그대' 로 참여했다. 5월 29일 정준영과 같이 한 '달리함께'가 공개되었다. 6월 5일에는 엠카운트다운에서 스페셜 무대를 하기도 하였다. 2014년 5월 30일~6월 1일, 6월 6일~6월 8일 총 6일 간 윤하 소극장 콘서트《비밀의 화원》을 개최하였다.
2014년 6월 9일 강승원 1집 만들기 프로젝트 PART 2 - 'Him' 이 공개되었다. 6월 12일 UMF(울트라뮤직페스티벌) KOREA 2014 공식테마송 'Stay With Me'를 저스틴 오(Justin Oh)의 피쳐링으로 참여했다. 6월 13일 던킨도너츠 브랜드송 'All-day, Everyday'에 칸토와 함께 참여하였으며, 이는 던킨도너츠 국내런칭 21주년을 맞이해 Eat&Drink, All-day Dunkin 을 홍보하기 위한 푸드송이다.
2014년 7월 2일 윤하의 데뷔 10주년을 맞이해 '우산' 솔로 버전을 원곡자 타블로가 선물해 주었다. 이틀 동안 각종 음원 차트 올킬을 했고, 타블로와의 공약으로 7월 4일 오전 12시 30분에 여의도 공원에서 게릴라 콘서트를 했다. 7월 31일 2014 월간 윤종신 7월호에 'Bat Girl'로 참여했다. 9월 10일 일본에서 미니앨범 《People》이 발매되었다. 9월 14일 일본 도쿄 타워레코드 시부야점에서 People 발매기념 악수회를 열었다.
2014년 10월 7일 넬의 김종완이 함께한 '내 마음이 뭐가 돼'가 공개되었다. 10월 21일 에픽하이의 정규 8집 '신발장'의 6번 트랙인 '또 싸워'를 피쳐링으로 참여했다. 12월 31일 피노키오 OST Part.7 '뜨겁게 나를' 참여했다.

### 2015년 ~ 2018년: 《View》, 5집 《RescuE》
2015년 1월 12일, 샤이니의 멤버 종현의 미니앨범 'BASE'의 4번 트랙인 'Love Belt'를 피쳐링으로 참여했다. 4월 22일 기후변화주간 홍보대사로 위촉되었다. 5월 28일~5월 31일, 6월 4일~6월 7일, 총 8일간 소극장 콘서트 《케세라세라》를 개최했다. 9월 9일, 일본 미니 2집 《View》를 발매하였다.
2016년 7월, 소극장 콘서트《潤夏: 빛나는 여름》를 개최하였다.
2017년 12월 25일, 연말 콘서트 《#RE》가 열렸고, 12월 27일 5집 정규 앨범 《RescuE》를 발매하였다.
2018년 5집 발매에 맞춰 앙코르 콘서트 《RescuE》를 개최했다. 12월 연말 콘서트 《편지》를 개최했다.

### 2019년 ~ 2020년: 《STABLE MINDSET》, 《UNSTABLE MINDSET》
2019년 2월 9일, 팬덤 3기와 함께 처음으로 팬미팅을 진행했다. 7월 2일, 미니 4집 《STABLE MINDSET》을 발매했다. 같은 달 3일간 소극장 콘서트《潤夏: 빛나는 여름》를 개최했다. 이어 12월 연말 콘서트 《WINTER FLOWER》를 개최했다.
2020년 1월 6일, 미니 5집 《UNSTABLE MINDSET》을 발매했다. 2월 8일, 팬덤 4기 팬미팅이 열릴 예정이었으나, 코로나-19 유행으로 취소됐다. 10월 30일, 온라인 콘서트 《2020 C:ONTACT SERIES 기억극장 Halloween》을 에픽하이와 합동공연했다.
12월 연말 콘서트 《MINDSET》이 열릴 예정이었으나, 코로나-19 확산 및 사회적 거리두기 단계가 재편되면서 2021년 1월 말로 연기됐고, 지속적인 확산으로 결국 취소됐다. 이후 사회적 거리두기 단계가 재편되면서 2021년 7~8월에 다시 콘서트를 추진했으나, 7월 코로나-19 4차 대유행으로 인해 취소됐다.

### 2021년 ~ 현재: 6집 《END THEORY》, 리패키지 《END THEORY: Final Edition》
2021년 5월 23일, 종로 세종문화회관에서 《2021 SOMEDAY THEATRE CANTABILE 3악장》을 샘김, 이무진, 이승윤, 정홍일과 합동공연했다.
2021년 11월 16일, 6집 정규 앨범 《END THEORY》를 발매했다. 같은 해 12월 10일부터 12일까지 올림픽공원 올림픽홀에서 단독 콘서트 《END THEORY》를 개최했다. 이는 2019년 연말 공연 이후 717일만이다.
2022년 3월 11일 ~ 13일, 3월 30일에 발매될 리패키지 앨범에 맞춰 앙코르 콘서트 《END THEORY : Final Edition》을 개최했다. 3월 30일, 6집 리패키지 앨범 《END THEORY : Final Edition》을 발매했다. 5월 30일, 팬덤 6기와 팬미팅을 진행했다.
9월경부터 〈사건의 지평선〉이 화제를 모으면서 음원 차트 순위를 역주행하더니, 결국 11월 27일자 《SBS 인기가요》 등 지상파 음악방송에서 1위를 4회 기록했다.
12월 2일 ~ 4일, 연말 콘서트 《c/2022YH》를 개최했다.
2023년 2월 5일, 11일, 18일 각각 광주광역시, 대구광역시, 부산광역시에서 전국 투어 콘서트 《c/2022YH》를 개최했다.
2023년 3월 11일 ~ 12일, 앵콜 콘서트 《c/2023YH》를 개최했다.

## 학력
- 서울신창초등학교 (2001년 졸업)
- 백운중학교 (2004년 졸업)
- 휘경여자고등학교 (중퇴, 이후 명예졸업)
- 고등학교 졸업학력 검정고시 (합격)
- 한국외국어대학교 일본어과 (2007학번 / 학사)

## 콘서트
- 《First Live Precious in Sibuya》 2006년 11월 19일 (도쿄 시부야)
- 《라이브 공식 22-1》 2009년 12월 25일 (서울 악스코리아)
- 《라이브 공식 23-1: Time 2 Rock》 2010년 10월 30일 ~ 10월 31일 (서울 악스코리아)
- 《라이브 공식 23-2: Time 2 Rock》 2010년 11월 13일 (경산 영남대학교 천마아트센터)
- 《라이브 공식 23-3: Time 2 Rock》 2010년 11월 20일 (부산 KBS홀)
- 《라이브 공식 23-4: Time 2 L.O.V.E》 2010년 12월 26일 (서울 코엑스)
- 《RUN》 2012년 7월 28일 (서울 악스코리아)
- 《RUN》 2012년 8월 11일 (부산 롯데아트홀)
- 《Dear...》 2012년 12월 30일 ~ 12월 31일 (서울 용산아트홀)
- 《센티멘탈 콘서트 보이스 에비뉴(Sentimental Concert - VOICE AVENUE)》 2013년 2월 16일 ~ 2월 17일 (서울 올림픽공원 올림픽홀)
- 《Plitvice》 2013년 6월 21일~6월 23일 (서울 블루스퀘어 삼성카드홀)
- 《Plitvice》 2013년 6월 29일 (부산 KBS홀)
- 《No Limit》 2013년 8월 24일 (롯데카드 아트센터)
- 《스물여섯 그리고...》 2013년 12월 27일 ~ 12월 28일 (서울 올림픽공원 올림픽홀)
- 《비밀의 화원》 2014년 5월 30일 ~ 6월 1일, 6월 6일 ~ 6월 8일 (서울 올림픽공원 K-아트홀)
- 《YounHa》 2014년 12월 27일 ~ 12월 28일 (이화여자대학교 대강당)
- 《케세라세라》 2015년 5월 28일 ~ 2015년 6월 7일 (서울 성수아트홀)
- 《Final fantasy》 2015년 12월 19일 ~ 2015년 12월 20일 (서울 올림픽공원 올림픽홀)
- 《RE》 2017년 12월 25일 (서울 코엑스 Hall C)
- 《RescuE》 2018년 3월 9일 ~ 2018년 3월 10일 (서울 블루스퀘어 아이마켓홀 구 삼성카드홀)
- 《편지》 2018년 12월 29일 ~ 2018년 12월 31일 (서울 블루스퀘어 아이마켓홀 구 삼성카드홀)
- 《潤夏》 2019년 7월 26일 ~ 2019년 7월 28일 (동덕여자대학교 백주년기념관)
- 《潤夏》 2019년 8월 2일 ~ 2019년 8월 4일 (동덕여자대학교 백주년기념관)
- 《WINTER FLOWER》 2019년 12월 24일 ~ 2019년 12월 25일 (이화여자대학교 대강당)
- 《MINDSET》 2020년 12월 18일 ~ 2020년 12월 20일, 2020년 12월 24일 ~ 2020년 12월 27일, 2020년 12월 30일 ~ 2020년 12월 31일 (연세대학교 100주년 기념관) - 코로나19 확산으로 취소
- 《MINDSET》 2021년 7월 30일 ~ 2021년 8월 1일, 2021년 8월 6일 ~ 2021년 8월 8일, 2021년 8월 13일 ~ 2021년 8월 15일 (연세대학교 100주년 기념관) - 코로나19 확산으로 취소
- 《END THEORY》 2021년 12월 10일 ~ 2021년 12월 12일 (올림픽공원 올림픽홀)
- 《END THEORY : Final Edition》 2022년 3월 11일 ~ 2022년 3월 13일 (올림픽공원 올림픽홀)
- 《c/2022YH》 2022년 12월 2일 ~ 2022년 12월 4일 (올림픽공원 올림픽홀)
- 《c/2022YH》 2023년 2월 5일 (광주여자대학교 유니버시아드체육관)
- 《c/2022YH》 2023년 2월 11일 (엑스코 5층 컨벤션홀)
- 《c/2022YH》 2023년 2월 18일 (벡스코 오디토리움)
- 《c/2023YH》 2023년 3월 11일 ~ 2023년 3월 12일 (올림픽공원 SK핸드볼경기장)

## 음반 외 활동

### 뮤지컬
- 《로스트 가든》(The Lost Garden) : 2013년
- 《신데렐라》 : 2015년

### 영화
- 《천사가 내려온 날》(天使が降りた日) : 2005년
- 《이번 일요일에..》(こんどのにちようびに..) 주연 : 2009년 4월 11일 일본 개봉, 2010년 3월 4일 한국 개봉
- 《수상한 고객들》 주연 : 2011년 4월 14일 개봉

### 드라마
- 《내겐 너무 사랑스러운 그녀》 (2014년, SBS) - 라디오DJ 역 (특별출연)
- 《심야식당》 (2015년, SBS) - 장다영 역
- 《비바앙상블》 (2017년, KBS2) - 윤 실장 역

### 방송
- KBS 《인간극장 - 소녀 윤하 도쿄를 사로잡다》: 2006년 7월 24일 ~ 7월 28일
- MBC 《황금어장 라디오스타》: 2008년 10월 8일, 10월 15일
- KM 《J-POP Wave》 : 2008년 11월 8일~12월 28일, 메인 MC
- KBS2 《유희열의 스케치북》: 2009년 5월 22일, 12월 11일, 2010년 10월 15일, 12월 17일
- 채널 T 《윤하, 일본을 담다》 : 2010년 4월 9일 ~ 2010년 5월 14일, 메인 MC
- KBS2 《유희열의 스케치북》: 2011년 3월 4일, 3월 25일, 2012월 7월 6일
- MBC 표준FM 《별이 빛나는 밤에》 : 2011년 5월 9일 ~ 2014년 9월 21일, 10월 6일 ~ 11월 2일
- MBC MUSIC 《윤하의 내 집으로 와요》 : 2012년 2월 2일 ~ 2012년 5월 18일, 메인 MC
- KBS 《불후의 명곡 - 전설을 노래하다》: 2012년 6월 16일, 2012년 7월 21일, 출연 가수
- MBC 《나는 가수다 II》: 2012년 8월 12일 ~ 11월 11일, 출연 가수
- KBS2 《유희열의 스케치북》: 2013년 5월 10일, 2014년 1월 10일, 8월 15일
- KBS 《다큐멘터리 3일》: 2014년 7월 20일, 358회 '바다를 부탁해 - 아쿠아리움에서 생긴 일' 내레이션
- KBS 《사랑의 가족》: 2014년 11월 15일, 2558회 '이창훈의 마주보기' 출연
- KBS 《다큐멘터리 3일》: 2014년 12월 21일, 380회 '쇼윈도 뒤에서 - 의류벤더' 내레이션
- MBC 《미스터리 음악쇼 복면가왕》: 2015년 11월 15일 ~ 2015년 11월 22일 - 레인보우 로망스
- KBS 《다큐멘터리 3일》: 2016년 1월 10일, 435회 특집 '뉴욕 동전 빨래방' 내레이션
- KBS 《다큐멘터리 3일》: 2016년 2월 14일, 440회 '꿈 그리고 밥 - 서울예대 취업 오디션' 내레이션
- KBS 《다큐멘터리 3일》: 2016년 2월 21일, 441회 '도시, 새를 품다 - 울산 태화강 까마귀 군무' 내레이션
- MBC 표준FM 《별이 빛나는 밤에》 : 2016년 6월 6일 ~  6월 12일
- MBC 《2016 DMC 페스티벌》: 2016년 10월 5일 - 남자는 배 여자는 사과
- KBS1 《다큐공감》 : 2019년 8월 18일, 310회 '18번가의 기적' 내레이션
- EBS1 《펫하트》 : 2019년 11월 28일 ~ 2019년 12월 19일, 내레이션
- MBC 《놀면 뭐하니?》: 2021년 11월 27일 , 2022년 1월 15일 게스트
- SBS 《꼬리에 꼬리를 무는 그날 이야기》: 2022년 2월 3일 게스트
- KBS 《개는 훌륭하다》: 2022년 5월 30일 게스트
- JTBC 《K-909》: 2022년 10월 29일 뮤지션
- YTN 《인터뷰》: 2022년 12월 8일: 게스트
- SBS 《SBS가요대전》 2022년 12월 24일:  뮤지션
- JTBC 《뉴스룸》: 2023년 1월 4일 : 게스트
- SBS 《주영진의 뉴스브리핑》 2023년 1월 16일:  게스트

### 라디오
- KBS WORLD 《K-POP FREAK》: 2009년 5월 31일 ~ 2010년 4월 18일 - 진행자
- MBC 표준FM 《별이 빛나는 밤에》: 2011년 5월 9일 ~ 2014년 11월 2일, 2016년 6월 6일 ~ 6월 12일 - 진행자

### 광고/홍보대사 활동
| 연도      | 제품명                                 | 품목     | 비고                                  |
| --------- | -------------------------------------- | -------- | ------------------------------------- |
| 2007      | 싸이월드                               | 홍보대사 | 건강한 UCC 만들기 홍보대사            |
| 2007~2009 | 일본 국토교통성                        | 홍보대사 | 홍보대사 / 화보 촬영 / 광고 촬영(TV)  |
| 2007      | 한국 BBB 운동                          | 홍보대사 | 홍보대사                              |
| 2007      | 대한민국 국가청렴위원회                | 홍보대사 | 홍보대사                              |
| 2007      | 스마트에프앤디 교복 광고모델           | 교복     | 광고 촬영                             |
| 2008      | 일본 국토교통성                        | 홍보대사 | VJC (비지트 재팬 캠페인) 한국친선대사 |
| 2009      | 맛데이치킨                             | 치킨     | 전속계약 모델 / 광고 촬영(TV)         |
| 2010      | 라네즈                                 | 화장품   | CM송 ("It's Beautiful")               |
| 2011      | 한국스카우트연맹                       | 홍보대사 | 홍보대사                              |
| 2013~     | UN 국제 평화의 날                      | 홍보대사 | 홍보대사                              |
| 2013~     | 에이즈(후천면역결핍증후군) 예방 캠페인 | 홍보대사 | 홍보대사                              |
| 2014      | 던킨도너츠                             | 제빵     | CM송("All-Day, Everyday")             |
| 2016      | 게리쏭 맨즈 원                         | 화장품   |                                       |

## 수상 경력
2007년
1. 싸이월드 디지털 뮤직 어워드 4월 루키상
2. SBS 인기가요 뮤티즌송 연속 2회 수상 - 비밀번호 486
3. Mnet KM 뮤직 페스티벌 솔로부문 신인상
4. 2007년 제22회 골든디스크 신인상
5. 한국최고인기연예대상 신세대 가요 가수상

2008년
1. 제5회 한국대중음악상 네티즌이 뽑은 올해의 음악인 팝부문
2. 제5회 한국대중음악상 올해의 신인상

2009년
1. 제6회 한국대중음악상 네티즌이 뽑은 올해의 음악인 여자부문 수상

2010년
1. 대한민국 콘텐츠 어워드 문화체육관광부 표창

2011년
1. MBC 연예대상 라디오 부문 우수상

2014년
1. Mnet 2007년 최고의 노래 비밀번호 486 3위 등극

2023년
1. 골든디스크 시상식 베스트 솔로 아티스트상
2. 제32회 하이원 서울가요대상 발라드상
3. 한터뮤직 어워즈 특별상 (발라드)
4. 써클차트 뮤직 어워즈 록&메탈 부문 올해의 발견상
5. 2023 올해의 브랜드 대상 올해의 여성 보컬 |2년연속

### 가요 프로그램 1위
| 연도            | 수상 내역 (총 6회) |
| --------------- | --- |
| 2007년 (총 2회) | - 비밀번호 486 (총 2회) - 5월 20일 SBS 《SBS 인기가요》 뮤티즌송 - 6월 3일 SBS 《SBS 인기가요》 뮤티즌송 (통산 2주)                                                                                         |
| 2022년 (총 4회) | - 사건의 지평선 (총 4회) - 11월 27일 SBS 《SBS 인기가요》 1위 - 12월 4일 SBS 《SBS 인기가요》 1위 (2주 연속) - 12월 11일 SBS 《SBS 인기가요》 1위 (트리플 크라운) - 12월 23일 KBS2 《뮤직뱅크》 K-Chart 1위 |